# Aculturació

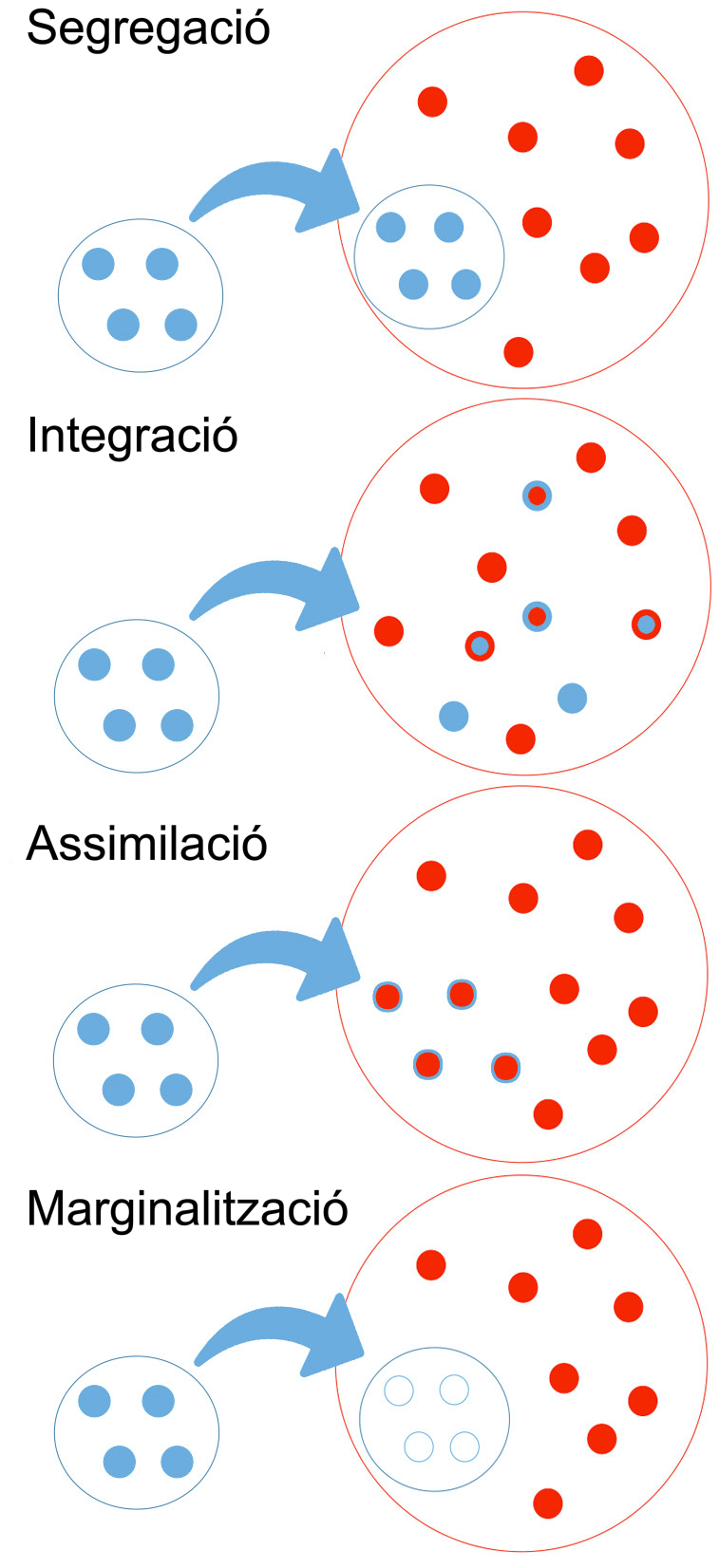
Les quatre formes essencials d'aculturació: 1. Segregació
2. Integració
3. Assimilació
4. Marginalització

En antropologia i sociologia s'anomena amb el terme aculturació al procés de canvi cultural per contacte o imposició d'una altra cultura. Generalment el procés d'aculturació implica una pèrdua dels trets propis i una assimilació a la nova cultura, que ocupa respecte a l'anterior una posició dominant. Es considera que hi ha un procés d'aculturació des de "l'adopció relativament aïllada d'un terme tècnic estranger, en un llenguatge que manca de la seva equivalència, fins al canvi gairebé total dels sistemes socials sota la influència política «externa» o l'aprofitament de models preferibles, quant a la producció econòmica i l'organització social".
Un exemple d'aculturació varen ser les implantacions de cultura, idioma i religió, entre d'altres, que van realitzar els europeus a Àfrica a principis del segle xx.

## Etimologia i significat

### Definició
El mot aculturació l'encunya per primera vegada John Power, director del Bureau d'etnologia americana, per a designar l'any 1880 els préstecs culturals entre societats. Elabora una sèrie d'estudis sobre els immigrants als EUA i fa servir el terme que reprèn d'antropòlegs estatunidencs. El país és llavors un carrefour d'influències gràcies a un fenomen d'immigració europea que marxa molts cops de les guerres d'Europa. La noció, però, pren el seu significat actual a partir de la publicació d'un memoràndum publicat l'any 1936 per part de Herskovits, Linton i Redfield. El defineixen com a "estudi dels fenòmens que s'esdevenen quan grups d'individus de cultures diferents entren en contacte directe i continuat de forma que produeixen intercanvis dins els models culturals d'un o de dos grups" [trd.] (J. Étienne, 2004).
L'aculturació designa essencialment la transformació dels sistemes culturals en contacte. Es pot proposar una tipologia de contactes mitjançant els indicadors següents:
- dilucidar els models d'aculturació resultants de les interaccions
- analitzar els processos esdevinguts durant les trobades (resistència, forma d'integració a les cultures d'origen)
- captar els mecanismes psicològics utilitzats pels individus concernits per a generar el decalatge cultural

A diferència de la difusió cultural, que estudia les transformacions culturals ja esdevingudes, l'aculturació s'interessa per tot plegat en la dinàmica d'intercanvi cultural en construcció.
Cadascun dels indicadors mencionats sempre han fet objecte d'atenció per part d'investigadors, entre més, com ara Abou, Bastide, Devereux, Berry, etc. Tots s'amoïnen per entendre les variants de l'aculturació. No endebades, malgrat la presència ben notable del terme als treballs sobre canvis culturals, alguns investigadors emeten cert escepticisme sobre les conclusions finals.

### Confusions recurrents

#### Confusió entre aculturació i assimilació
L'assimilació constitueix un cas extrem d'aculturació. Comporta la desaparició total de la cultura d'un grup que assimila i interioritza la cultura de l'altre grup amb què entra en contacte. Hi trobem la noció d'asimetria entre l'un i l'altre.
S'han definit de fet tres altres menes d'aculturació, ultra l'assimilació:
- el sincretisme; mestissatge cultural que combina la cultura originària amb la nova
- el multiculturalisme; cohabitació de diverses cultures sense que hi hagi assimilació o mestissatge
- la contra-aculturació; rebuig o refús de la nova cultura i genera un retorn a la cultura originària

#### Confusió entre aculturació i etnocidi
L'etnocidi és la destrucció sistemàtica de la cultura d'un grup. És a dir, és la supressió a través de tota mena de mitjans no únicament dels modes de vida, però també de la seva manera de pensar. L'etnocidi és una desculturació provocada i programada mentre que l'aculturació és un fenomen consentit.

#### Aculturació antagonista
El concepte clàssic d'aculturació pot completar-se mitjançant l'aculturació antagonista, talment com en parlava Georges Devereaux. El concepte ha estat reprès en el marc sociohistòric per part de Jacques Demorgon, qui va demostrar que l'aculturació antagonista mena cap a un concepte més globalitzador i més operatiu com la interculturació. S'hi remarquen treballs com L'interculturation du monde (2000) o L'histoire interculturelle des société (2002).
Tot amb tot, la interculturalitat és el procés d'interacció entre cultures diferents i diverses que conviuen en un mateix territori amb la posada en valor de cadascuna de les cultures concernides com a parts igual.

## Mirada històrica

### Recerca científica
Occident ha tingut l'hàbit d'atorgar-se els processos d'aculturació per les polítiques colonialistes de bona part dels estats europeus a l'exterior del seu continent. Però, de processos d'aculturació n'hi ha hagut a l'Àsia històricament. Bona part són processos d'assimilació, més que d'aculturació, i, s'expliquen per l'imperialisme. Antropòlegs, historiadors i sociòlegs han estudiat l'aculturació focalitzant-se gairebé exclusivament com a resultat de l'expansió dels pobles d'Europa al món durant els últims cinc segles.
La primera teoria psicològica de l'aculturació la van proposar W.I. Thomas i Florian Znaniecki l'any 1918 amb The Polish Peasant in Europe and America. A partir de l'estudi d'immigrants polonesos a Xicago, van dilucidar tres formes d'aculturació que corresponien a tres tipus de personalitat: 
- la bohèmia (adopta la cultura d'acollida i abandona la seva cultura d'origen),
- la filistea (no adopta la cultura d'acollida però conserva la seva cultura d'origen)
- la creativa (capaç d'adaptar-se a la cultura d'acollida tot i conservar la seva cultura d'origen)

Al 1936, Redfield, Linton i Herskovits van proporcionar la primera definició àmpliament d'aculturació:
Aquells fenòmens que es produeixen quan grups d'individus amb cultures diferents entren en contacte de primera mà i contínuament, tot provocant canvis en els patrons culturals originaris […] Sota aquesta definició s'ha de distingir l'aculturació de […] l'assimilació, que de vegades és una fase d'aculturació.
Molt abans que apareguessin uns primers esforços encaminats cap a la integració racial i cultural als Estats Units, l'habitud era assimilar la població. En aquest context l'any 1964 Milton Gordon amb Assimilation in American Life descriu 7 etapes del procés d'assimilació, tot contribuint a obrir més treballs posteriors en l'àmbit. Young Yun Kim n'agafa els treballs i els amplia amb la introducció de la interculturalitat dins les etapes esmentades.
La teoria de Kim se centra en la naturalesa unitària dels processos psicològics i socials de l'aculturació, així com la interdependència recíproca de l'entorn personal de l'individu. Tot i que aquesta visió va ser la primera a fusionar factors micropsicològics i macrosocials en una teoria integrada, està clarament centrada en l'assimilació més que en la integració racial o ètnica. En l'enfocament de Kim, l'assimilació és unilineal i el visitant s'ha d'ajustar a la cultura del grup majoritari perquè és "competència comunicativa" [trd.]. Segons Gudykunst i Kim (2003) el "procés d'adaptació intercultural implica una interacció continuada de desculturació i aculturació que provoca canvis en el foraster en la direcció de l'assimilació, grau més alt d'adaptació concebible teòricament". Aquesta visió ha estat molt criticada, ja que la definició de la biologia de l'adaptació es refereix a la mutació aleatòria de noves formes de vida, no a la convergència d'un monocultiu (Kramer, 2003).
En contrast amb els treballs de Gudykunst i Kim sobre l'evolució adaptativa, Eric M. Kramer va desenvolupar la seva teoria de la fusió cultural posant clar que hi ha diferència entre assimilació, adaptació i integració. Segons Kramer, l'assimilació implica conformar-se a una forma preexistent. La teoria de la fusió cultural de Kramer, que es basa en la teoria de sistemes i l'hermenèutica, argumenta que és impossible que una persona es desprengui de la seva cultural i que, per definició, el "creixement" cultural no és un procés de suma zero que requereix el rebuig d'una forma perquè en sorgeixi una altra, sinó que és un procés d'aprenentatge de nous idiomes i repertoris culturals (maneres de pensar, cuinar, jugar, treballar el culte, etc.). En altres paraules, Kramer argumenta que no cal desaprendre una llengua per aprendre-ne una de nova, ni tampoc no cal desaprendre qui s'és per aprendre noves maneres de ballar, cuinar, parlar, etc. A diferència de Gudykunst i Kim (2003), Kramer argumenta que aquesta barreja de llenguatge i cultura dona com a resultat una complexitat cognitiva, o la capacitat de canviar entre repertoris culturals. Per dir-ho d'una altra manera, aprendre és creixement més que desaprendre.

## Anàlisi del procés d'aculturació

### Marcs socials d'aculturació
Els treballs de Roger Bastide permeten dibuixar els marcs socials d'aculturació a les societats. Segons aquests l'aculturació dependrà d'un context econòmic, social i polític, però també de la interacció entre individus perquè no són les cultures les qui bescanvien, són els individus tots sols els qui intercanvien la cultura que porten dins.
Així l'aculturació no depèn del nombre de persones en contacte, però d'un punt de partença amical o hostil d'ambdues bandes. Normalment si hi ha un caire obert i amical la interacció és progressiva i equilibrada mentre que si existeix hostilitat, l'intercanvi és asimètric i brutalitzant. Llavors parlem d'assimilació i no pas d'aculturació. Cal posar com a exemple els processos de colonització com ara l'espanyolització, l'americanització, l'europeïtzació, la romanització, la sinització, etc.
El contacte desigual s'esdevé doncs perquè una de les parts pretén imposar-se a l'altra i per això es parla de marc social hostil per a l'aculturació. Això produeix una asimetria que construeix uns dominants i dominats. El col·lectiu dominant pot importar alguns elements del col·lectiu més feble, però perquè és insignificant i no pertorba el sòcol de la seva base ideològica. Cas contrari, el dominant tendeix a rebutjar la difusió dels trets culturals del col·lectiu feble, quelcom molt visible en la negativa de promoció d'una llengua, per exemple.
Existeix, no contrastant això, excepcions a la regla com fou el cas de l'antiga Roma en relació amb l'antiga Grècia. L'hel·lenisme gaudia de prestigi i malgrat que Roma imposà el seu imperialisme a tota la Mediterrània, va adoptar cadascun dels aspectes de la cultura i el sistema de vida de l'antiga Grècia. Però ultra aquesta excepció, el col·lectiu més feble tendeix a resistir-se a donar informació sobre trets propis o incorporar-ne d'exteriors pel poder que procura el coneixement de la cultura d'altri.

### Les dinàmiques de l'aculturació

#### La cultura com a element a importar
S'ha pogut esquematitzar dins el marc d'estudis realitzats en sociologia allò que és rebutjat o acceptat normalment als processos d'aculturació. Generalment tot allò material és importat sempre que millori les condicions de vida de la cultura importadora mentre que els símbols, és a dir, els valors, les creences, entre més, difícilment s'importen. Això no treu que l'antropologia ha pogut analitzar societats nòmades en què la importació d'una tècnica de millora de la condició de vida s'hagi rebutjat pel sòcol ideològic de la cultura partint.
Els préstecs culturals no s'importen secament. Sovint la incorporació es fa amb una reinterpretació de la cultura receptora. Atribueix expressament nous significats o funcions més adients a les seves pròpies creences o valors. Fet observat a la Rússia pre-industrial. Si el préstec, però, toca el nucli de la cultura receptora, la integració condueix a un desequilibre que no es resol fins que no s'ideen reajustaments. Això mateix va ser observat a Madagascar en l'àmbit de l'antropologia.

#### El llenguatge com a element a importar
En alguns casos, l'aculturació dona lloc a l'adopció de la llengua d'un altra cultura, que després es modifica amb el temps per convertir-se en una llengua nova i diferent. Per exemple, l'hanzi, la llengua escrita de la llengua xinesa, ha estat adaptada i modificada per altres cultures properes, com ara: Japó (com a kanji), Corea (com a hanja) i Vietnam (com a hán tự). El mateix fenomen és observat a l'Àfrica amb els criolls. L'africans n'és un bon exemple. Els jueus, que sovint vivien com a minories ètniques, van desenvolupar les seves variants de yidix. Aquesta realitat, però, no és sistemàtica. La creació d'un crioll que mica en mica es vagi separant de la llengua arrel per a crear-ne una altra depèn del tracte asimètric que el dominant inculca al dominat. Sovint la llengua dominada desapareix o va contaminant el seu vocabulari i formes genuïnes de tal manera que deixa de poder-se diferenciar de la llengua imposada.

#### La cuina com a element a importar
Els hàbits alimentaris i el consum d'aliments es veuen afectats per l'aculturació a diferents nivells. Les investigacions han indicat que els hàbits alimentaris són discrets i es practiquen de manera privada, i el canvi es produeix lentament. El consum de nous aliments es veu afectat per la disponibilitat d'ingredients autòctons, la comoditat i el cost; per tant, és probable que es produeixi un canvi immediat. Els aspectes de l'aculturació dels aliments inclouen la preparació, presentació i consum dels aliments. Les diferents cultures tenen diferents maneres en què preparen, serveixen i mengen els seus aliments. Quan un col·lectiu receptor s'exposa a una altra cultura durant un període perllongat de temps, els individus tendeixen a fer-se amb aspectes dels costums alimentaris de la cultura "d'acollida" i els implementa als seus. En casos com aquests, l'aculturació està molt influenciada pel coneixement general dels aliments o pel coneixement dels tipus únics d'aliments que tenen tradicionalment les diferents cultures, els mitjans de comunicació i la interacció social. Permet que diferents cultures estiguin exposades les unes a les altres, fent que alguns aspectes s'entrellacin i també siguin més acceptables per als individus de cadascuna de les cultures respectives.

### Formes d'aculturació
El sociòleg Roger Bastide distingeix diversos tipus d'aculturacions:
- una aculturació espontània quan les cultures són en contacte lliure
- una aculturació forçada, organitzada, imposada per un grup, talment com va passar amb la colonització i l'esclavitud
- una aculturació planificada, controlada, l'objectiu de la qual seria construir a llarg termini una cultura proletària, tal com fou el cas dels antics països soviètics

Jean Melville Herskovits n'amplia la llista:
- una aculturació mitjançant l'acceptació de la cultura proposada o imposada; no es tracta pas d'una adaptació del més fort al més feble, però d'una tolerància selectiva que tria d'entre les possibilitats a l'abast de la cultura dominant
- una aculturació mitjançant l'aïllament defensiu; evita trobar-se amb la societat d'acollida, viscuda per grups que poden sentir la nova cultura com a amenaça a la seva identitat ètnica, portant fins i tot al replegament sobre hom sense voler entrar en contacte amb altri
- una aculturació mitjançant la resistència; el contacte genera un moviment antagònic violent en quant als valors forans, talment com la Revolta dels Bòxers a la Xina d'inicis de segle XX
- un etnocidi; que és la destrucció total d'una cultura i no passa pel procés d'aculturació. El seu sinònim seria la desculturació
- un mestissatge, miscegenació, tropicalisme i transculturalitat; que seria el procés d'intercanvi i reciprocitat entre cultures en contacte fins a arribar al punt de barreja de totes dues cultures

### Resultes del procés d'aculturació
L'estudi de l'aculturació com a fenomen social ha estat molt intents a la segona meitat del segle xx. D'immigracions n'hi ha hagut sempre tot al llarg de la història, però a les societats industrialitzades de la post-Guerra Mundial s'ha volgut elaborar models amb què aconseguir una naturalització que no provoqui conflictes identitaris, sense que les decisions preses hagin estat sempre òptimes.
Això ens explica que el contacte cultural entre diversos col·lectius amb cultures diferents no és sempre pacífic. Hi ha unes resultes que s'han estudiat. Quan dues cultures es troben en contacte directe, pot haver-hi un procés sincrètic o de rebuig mutu. El refús sorgeix normalment quan les relacions són desequilibrades i, per tant, asimètriques. Un dels grups acaba per adoptar la cultura dominant perquè el dominant nega la cultura de l'altri. Això produeix una crisi d'identitat al si de la comunitat. En trobar-se amb aquest cas, talment com ho fa visible el sociòleg Pierre Bourdieu a Algèria durant l'època colonial, la cultura dominada no té temps ni tampoc la possibilitat d'operar reestructuracions, necessàries, per a integrar els elements de la cultura forana. La imposició ha estat brutalitzant i això ha creat rebuig, la qual cosa ha originat el conflicte identitari. En aquests casos el model d'integració ha estat la segregació.
S'han elaborat, tot amb tot, vora uns quatre models presentats com a estratègies de la naturalització i que recauen sobre un diàleg bilineal. La primera dimensió es refereix a la retenció o el rebuig de la cultura minoritària o nadiua d'un individu (és a dir, "es considera valuós mantenir la identitat i les característiques d'un mateix"), mentre que la segona dimensió es refereix a l'adopció o rebuig del grup o amfitrió dominant (és a dir, "es considera que és de valor mantenir relacions amb la societat en general").
D'això, en sorgeixen quatre estratègies d'aculturació:
- L'assimilació es produeix quan els individus adopten les normes culturals d'una cultura dominant o d'acollida, per sobre de la seva cultura original. De vegades és forçat pels governs.
- La separació es produeix quan els individus rebutgen la cultura dominant o d'acollida a favor de preservar la seva cultura d'origen. La separació sovint es facilita per la immigració a enclavaments ètnics.
- La integració es produeix quan els individus poden adoptar les normes culturals de la cultura dominant o d'acollida mentre mantenen la seva cultura d'origen. La integració condueix i sovint és sinònim de biculturalisme.
- La marginació es produeix quan els individus rebutgen tant la seva cultura d'origen com la cultura d'acollida dominant.

Els estudis suggereixen que les estratègies d'aculturació adoptades pels individus poden diferir entre les seves esferes de vida privada i pública. Per exemple, un individu pot rebutjar els valors i les normes de la cultura dominant en la seva vida privada (separació), mentre que pot adaptar-se a la cultura dominant en espais públics (és a dir, integració o assimilació).

#### Quant als models d'integració
La investigació ha indicat en gran manera que el model integracionista d'aculturació dona uns resultats més favorables a la naturalització d'individus mentre que la marginació procura resultats molt deficients. Tot i que una metanàlisi inicial de la literatura científica sobre l'aculturació no hi veia del tot clar, quan es va agafar l'afer de forma més exhaustiva, amb 40 estudis de recolzament, es va demostrar que el model integracionista tenia resultats més positius i significatius en l'àmbit de l'adaptació o la naturalització.
Diversos sociòlegs han afirmat que els quatre models d'aculturació existents són massa simplistes i no s'adiuen probablement a la realitat. Algunes crítiques habituals d'aquests models inclouen el fet que els individus sovint no entren clarament en cap de les quatre categories i que hi ha molt poques evidències en l'estratègia d'aculturació de marginació. A més, la bidireccionalitat de l'aculturació significa que sempre que dos grups es dediquin a l'intercanvi cultural, hi ha 16 permutacions possibles d'estratègies d'aculturació.

## Processos d'aculturació al món

### Als Països Catalans
Els gitanos de Catalunya han sofert un procés d'aculturació pel qual han adaptat trets de la cultura catalana com la llengua, a la seva pròpia cultura d'origen.